# Prosopidia caeruleocephala
Prosopidia caeruleocephala là một loài bướm đêm thuộc phân họ Arctiinae, họ Erebidae.